# Anisopodus curvipes
Anisopodus curvipes là một loài bọ cánh cứng trong họ Cerambycidae.